# Пруггерово
Пругге́рово (каз. Пруггерово) — село у складі Шемонаїхинського району Східноказахстанської області Казахстану. Входить до складу Вавілонського сільського округу.
Населення — 371 особа (2021; 384 у 2009, 374 у 1999, 364 у 1989).
Національний склад станом на 1989 рік:
- німці — 100 %